# NGC 1767
NGC 1767 je otvoreni skup s emisijskom maglicom u zviježđu Zlatnoj ribi. 

## Vanjske poveznice
- SEDS: NGC 1767